# Gregor Schwake
Gregor Schwake OSB (bürgerlicher Name: Theodor Schwake) (* 15. April 1892 in Emmerich; † 13. Juni 1967 in Billerbeck (Abtei Gerleve)) war Benediktiner, katholischer Priester, Kirchenmusiker („Apostel des Volks-Chorals“), Komponist, Dichter und ein entschiedener Widersacher des Nationalsozialismus.

## Leben
Theodor Schwake wuchs in seiner Familie in seiner Geburtsstadt auf. Dort besuchte er die Volksschule, dann das Gymnasium, an dem er im März 1911 sein Abitur ablegte. Einer seiner Mitabiturienten war Adolf von Hatzfeld.

### Benediktiner
Ostern 1911 trat Theodor Schwake in der Abtei Gerleve in den Benediktinerorden ein; am 8. September 1912 legte er die Profess ab und trug fortan den Ordensnamen Gregor. Im Sommer 1911 begann er seine philosophischen und theologischen Studien an den Ordensschulen der Benediktiner in Maria Laach und Gerleve. Am 25. Juli 1917 empfing er in der Abtei Gerleve die Priesterweihe.
Von 1917 bis 1920 folgte die kirchenmusikalische Ausbildung (unter anderem bei Schlüter in Coesfeld, Nather in der Schweiz, Friedrich Wilhelm Franke und August von Othegraven). Ab Dezember 1920 absolvierte Schwake sein musikwissenschaftliches Studium bei Fritz Volbach (1861–1940) an der Westfälischen Wilhelms-Universität in Münster. Im Oktober 1923 legte er seine Dissertation über den Orgelbauer Jacob Courtain und dessen Werk vor, am 3. Januar 1924 erfolgte die Promotion. Nach Abschluss der musikalischen Ausbildung übernahm Pater Schwake die Aufgabe des Organisten an der Abtei Gerleve.

### Kirchenmusiker
Seit 1924 widmete sich Pater Schwake insbesondere der Weiterbildung von Kirchenmusikern, und zwar stets verbunden mit geistlicher Bildung durch Exerzitien. „Vieles von dem, was uns die jüngste liturgische Erneuerung gebracht hat, … hat Pater Gregor bahnbrechend vorangetrieben.“ 1929 veröffentlichte er eine Hinführung zur Feier der hl. Messe: Volkshochamt in grundlegender liturgischer Form; mehr als 1 Million Exemplare dieses Heftes wurden verkauft. Im selben Jahr begann er, „Volkswochen für Liturgie und Kirchenmusik“ zu halten, allgemein als Choralwochen oder Volks-Choral bezeichnet; er selbst sprach lieber von „religiösen Wochen“ oder „liturgischen Wochen“. „Nicht das Singen ist das letzte Ziel der Wochen, sondern mit Hilfe des Singens näher zur Eucharistie zu kommen.“ Ab 1932 hielt er sie auch in der Schweiz und 1933 in Österreich. Im März 1935 erhielt er Audienz bei Papst Pius XI. zum Stand der liturgischen Erneuerung. 1937/1938 gab er Volksliturgische Kurse in Jugoslawien. Zeitweilig unterrichtete er Kirchenmusik in Frankfurt am Main. Von 1930 bis 1939 gab er die Zeitschrift Liturgie und Kirchenmusik heraus.

### Verfolgung durch den Nationalsozialismus
Am 13. Juli 1941 erfolgte im Rahmen des nationalsozialistischen Klostersturmes die Vertreibung des Benediktinerkonvents aus der Abtei Gerleve. Während er in Linz einen Choralkurs gab, wurde Pater Gregor am 6. Oktober 1943 durch die Gestapo verhaftet und zunächst im dortigen Polizeigefängnis inhaftiert. In dem vom Gestapo-Chef Ernst Kaltenbrunner unterzeichneten Schutzhaftbefehl der Geheimen Staatspolizei Berlin vom 18. Dezember 1943 wurden als Gründe der Inhaftnahme genannt, „daß er als Geistlicher in offener und versteckter Form gegen den Staat hetzt, das Vertrauen der Bevölkerung zur Staatsführung zu untergraben unternimmt und Stimmung gegen die Regierung zu machen sucht“.
Am 2. Januar 1944 wurde Pater Gregor in das KZ Dachau überstellt. Ab dem 6. Februar 1944 übernahm er die Leitung des Priesterchores im KZ Dachau und war Organist in der Kapelle im KZ-Block 26 (Pfarrerblock). Seinem Gerlever Mitbruder und Dachauer Mitgefangenen Augustin Hessing OSB (1897–1975) gelang es, Pater Gregor im Kommando „Versuchsabteilung Natürlicher Landbau“ unterzubringen, so dass er – für Dachauer Verhältnisse – vergleichsweise leichtere Arbeiten leisten musste. Während seiner Inhaftierung schrieb er viele Gedichte und komponierte im September 1944 die Dachau-Messe, die am 24. September 1944 in der Kapelle des Pfarrerblocks uraufgeführt wurde, also bezeichnenderweise am Fest Maria vom Loskauf der Gefangenen.
Nach seiner Befreiung aus dem KZ Dachau am 10. April 1945 wirkte Pater Gregor ab dem 29. August 1945 als Seelsorger in der Pfarrei Ettenkirch bei Friedrichshafen. Dort notierte er unter dem Titel „Meine Dachauer Chronik“ die Erinnerungen an seine KZ-Gefangenschaft. Seit dem 2. Mai 1947 lebte er in die Erzabtei Beuron.

### Musikalisches, theaterpädagogisches und dichterisches Schaffen
Im September 1948 kehrte Pater Gregor in seine Heimatabtei Gerleve zurück, nahm das Choral-Apostolat wieder auf und veranstaltete zahlreiche plattdeutsche Liederabende im Münsterland und am Niederrhein. So wurde er weithin als „Der singende Pater“ bekannt. Zudem gründete er die Sing- und Spielschar Gerleve und begann, Theateraufführungen einzustudieren.
Seit 1949 veröffentlichte er auf Drängen des Westfälischen Heimatbundes seine in westfälischer Mundart verfassten Gedichte. Dazu hatten ihn auch die Gedichte seines Großonkels Augustin Wibbelt angeregt. Pater Gregor schrieb 17 plattdeutsche Theaterstücke, darunter Annthrinken Emmerick über Anna Katharina Emmerick (zwei Teile: Annthrinken, vertell us wat, 1952, und Wat ut Annthrinken wuoern is, 1953, am 8. September 1954 vom Nordwestdeutschen Rundfunk (NWDR) als „Hörbild“ gesendet), Liudger, Biskop van Mönster und Dat Weihnachtsspiel van’n Friäden und Sünt Nikolausbellerbok. Sie wurden vor allem auf niederrheinischen und westfälischen Freilichtbühnen aufgeführt. Der Westdeutsche Rundfunk strahlte mehrere Hörspiele von Gregor Schwake aus, unter anderem an Weihnachten 1967 das Hörspiel Der gestohlene Pastor.
Pater Gregor vertonte zahlreiche Gedichte von Augustin Wibbelt. Seine ersten Wibbelt-Kompositionen (Zwölf Wibbelt-Lieder für Kinder-, Männer- und gemischten Chor) wurden schon 1923 in Dülmen uraufgeführt. Außerdem vertonte er Gedichte von Ferdinand Zumbrock (1817‒1890), von Anton Aulke und eigene Gedichte sowie ein Weihnachtsspiel von Friedrich Castelle. Er war überzeugt, dass sich das Plattdeutsche leichter bewahren ließe, wenn es gesungen werde und deshalb eingängiger sei.
In der Abtei Gerleve starb Pater Gregor Schwake 1967 sechs Wochen vor seinem Goldenen Priesterjubiläum. Rundfunk und Fernsehen verbreiteten die Todesnachricht. An seiner Beisetzung nahmen zahlreiche Dachauer Mithäftlinge teil.

## Auszeichnungen
- 1962: Verdienstkreuz 1. Klasse des Bundesverdienstkreuzes
- 1965: Rottendorf-Preis für niederdeutsche Sprache[21]

## Gedenken
- 18. Oktober 1997: Gedenkfeier und Aufführung der verschollen geglaubten Dachau-Messe in Ettenkirch
- 18. Januar 1998: Aufführung der Dachau-Messe in der Kirche Hl. Kreuz in Dachau
- 25. März 2000: Aufführung der Dachau-Messe in St. Aldegundis (Emmerich)
- 2. November 2002: Aufführung der Dachau-Messe in der Kirche Hl. Kreuz in Dachau
- 1. November 2004: Aufführung der Dachau-Messe in der Abteikirche Gerleve zum Gedenken an alle verstorbenen Mönche der Abtei Gerleve und weitere Aufführungen in Gerleve, zuletzt am 25. Januar 2015.[22]
- 2. Passionssingen im Kloster Karmel, Hl. Blut Dachau, am 4. April 2019 mit Musikstücken aus der Dachau-Messe, vorgetragen von der Bläsergruppe Hl. Kreuz Dachau
- Im Ortsteil Ettenkirch der Stadt Friedrichshafen gibt es zum Gedenken an den in der dortigen katholischen Kirchengemeinde von 1945 bis 1947 als Seelsorger tätigen Benediktinermönch eine Gregor-Schwake-Straße.

## Werke

### Schriften (in Auswahl)
- Fritz Volbachs Werke. Dem Meister zum 60. Geburtstage. Regensberg, Münster 1921.
- Orgelbaumeister Jacob Courtain. Seine Orgelbauten von 1778 bis 1800, seine künstlerische Bedeutung, seine Persönlichkeit. Dissertation, Universität Münster, Münster 1923.
- Beiträge zur Geschichte der Kirchenmusik in Emmerich. Mensing, Emmerich 1925.
- Volkshochamt in grundlegender liturgischer Form. Eine Beilage zu jedem Volks-Messbuch. Verlag Laumann, Dülmen 1929.
- Das Volk lernt gregorianischen Choral. Volkschoralpraxis. Verlag Laumann, Dülmen 1932.
- Choral-Werkbrief 1‒10. Jugendhaus Verlag, Düsseldorf 1936.
- Über den Stand der Volkschoralbewegung im Herbst 1938. In: Bibel und Liturgie, Jg. 13 (1938/1939), S. 6–11.
- Volks-Hochamt. Verlag Laumann, Dülmen 1948 (überarbeitete und erweiterte Neuausgabe der Publikation von 1929).
- Dat Kiärkenjaohr bi’n kranken Mensken. Aschendorff Verlag, Münster 1952.
- Über die Gestaltung meiner acht Lieder zu Heimattänzen. In: Westfälischer Heimatkalender, Jg. 7 (1953), S. 93–95.
- Ich sang mit Hunderttausenden. Ein Bericht über dreißigjährige Arbeit. In: Theodor Bogler (Hrsg.): Kirchenmusik in der Gegenwart (= Liturgie und Mönchtum. Laacher Hefte, 3. Folge, Bd. 18). Maria Laach 1956, S. 77–87.
- Wallis bis Waterkant. Gesang eines Jahres. Verlag Laumann, Dülmen 1959.
- Marcel Albert (Hrsg.): Mönch hinter Stacheldraht. Erinnerungen an das KZ Dachau. Aschendorff Verlag, Münster 2005, ISBN 3-402-00210-8.

Eine Bibliographie der Schriften seines Ordensbruders Gregor Schwake hat Marcel Albert OSB erarbeitet.

### Gedruckte Kompositionen (in Auswahl)
- De ersten twintig Schwake-Leeder. Aschendorff Verlag, Münster 1952 (= Westfälisches Liederblatt, Heft 6).[24]
- De twedden-twintig nieen mönsterländsken Volksleeder. I Musik sett’t van Gregor Schwake. Aschendorff Verlag, Münster 1962.

Zwischen 1923 und 1962 erschien gut ein Dutzend Kompositionen von Gregor Schwake im Druck, die meisten als Chorsätze.

### Tondokumente
- De gestuohlene Pastor. Weihnachtliches Hörspiel, nach einer Erzählung von Heinrich Luhmann. Text von Hermann Homann, Musik von Gregor Schwake. Fono Schallplattengesellschaft, Münster 1976 (Schallplatte).
- Gregor Schwake, Anton Roth: Dachauer Messe ‒ In viam pacis, Regina Pacis ‒ KZ Dachau im Sommer 1944. Stadt Friedrichshafen, Friedrichshafen 1998, ISBN 3-89549-500-X (Hörkassette).